# 小行星4014
小行星4014（英語：4014 Heizman）是一颗围绕太阳公转的小行星。1979年9月28日，尼古拉·切爾尼赫在克里米亚发现了此天体。
这颗小行星的绝对星等为110.3763071315795等。